# Antonin (powiat sieradzki)
Antonin – wieś w Polsce położona w województwie łódzkim, w powiecie sieradzkim, w gminie Burzenin.
W latach 1975–1998 miejscowość administracyjnie należała do województwa sieradzkiego. 
Wieś leży w odległości 2 km od Burzenina, na prawym brzegu Warty. Zamieszkuje w niej 120 osób. Sołectwo liczy 32 gospodarstwa. Przy dawnym trakcie napoleońskim znajduje się kapliczka z pocz. XIX w.
4 września 1939 żołnierze Wehrmachtu zamordowali Stefana Włodarczyka.